# Tæt på
Tæt på er debutalbummet fra den danske sangerinde og sangskriver Medina, der blev udgivet den 13. september 2007 på At:tack Music. Albummet er produceret af de to producer-teams, Copenhaniacs og Providers og gæstes af rapperne Joe True og Ruus, samt sangeren Joey Moe.

## Spor
| #   | Titel                             | Sangskriver(e)                                                                                | Producer(e)  | Længde |
| --- | --------------------------------- | --------------------------------------------------------------------------------------------- | ------------ | ------ |
| 1.  | "Et øjeblik" (featuring Joe True) | Medina Valbak, Rasmus Stabell, Jeppe Federspiel, Tue Søborg Volder, Daniel Klein, Burhan Genc | Providers    | 3:18   |
| 2.  | "Okay"                            | Valbak, Stabell, Federspiel                                                                   | Providers    | 3:27   |
| 3.  | "Føler du noget"                  | Valbak, Philip Dencker, Jens Lomholt, Daniel Muschinsky                                       | Copenhaniacs | 4:02   |
| 4.  | "Alene"                           | Valbak, Stabell, Federspiel                                                                   | Providers    | 4:17   |
| 5.  | "Flå" (featuring Ruus)            | Valbak, Dencker, Lomholt                                                                      | Copenhaniacs | 3:20   |
| 6.  | "Find beatet"                     | Valbak, Stabell, Federspiel                                                                   | Providers    | 3:31   |
| 7.  | "Du taber mig"                    | Valbak, Stabell, Federspiel, Daniel Davidsen                                                  | Providers    | 3:50   |
| 8.  | "Afklaret"                        | Valbak, Dencker, Lomholt, Daniel Fridell                                                      | Copenhaniacs | 4:46   |
| 9.  | "For hvad det er værd"            | Valbak, Philip Dencker, Jens Lomholt, Muschinsky                                              | Copenhaniacs | 4:02   |
| 10. | "Jeg lever" (featuring Joey Moe)  | Valbak, Stabell, Federspiel                                                                   | Copenhaniacs | 4:42   |
| 11. | "Vinden vender"                   | Valbak, Stabell, Federspiel                                                                   | Providers    | 4:56   |